# Apollon Limassol
Apollon Limassol (greacă Απόλλων Λεμεσού) este un club de fotbal cipriot cu sediul în  Limassol.Are și echipe de baschet și volei.

## Istorie
Apollon a fost fondat în Limassol pe 14 aprilie 1954.Clubul a fost acceptat în a doua divizie pe 16 octombrie 1955, după ce cererea de alăturare i-a fost acceptată de AFC.
În primul ei sezon în a doua divizie a suferit 8 înfrângeri în 8 meciuri.După asta Apollon a câștigat divizia a doua și a fost promovată în prima.Asta a avut loc în 1957,iar de atunci Apollon nu a mai retrogradat.
Lucrurile nu au fost ușoare oricum pentru noua promovată.Apollon nu a reușit să atingă nici o poziție satisfăcătoare mulți ani ea luptându-se pe la mijlocul clasamentului, dar la mijlocul anilor '60 lucrurile s-au schimbat.

## Europa
- UEFA Europa League
  -  Faza Grupelor (2) : 2014,  2015

## Antrenori notabili
- Gerard van der Lem
- Jerzy Engel
- Ilie Dumitrescu
- Martti Kuusela
- Toni Savevski
- Bernd Stange
- Momčilo Vukotić
- Ronnie Whelan
- Nenad Starovlah
- Yossi Mizrahi
- Alan Dicks

## Jucători notabili
| Cipru - Marios Antoniou - Sofronis Avgousti - Andreas Avraam - Marios Charalambous - Costas Costa - Michalis Demetriou - Angelos Efthymiou - Filippos Filippou - Alexandros Garpozis - Constantinos Georgiades - Christos Germanos - Lazaros Iakovou - Demetris Ioannou - Giorgos Iosifidis - Loizos Kakoyiannis - Petros Konnafis - Panikos Krystallis - Constantinos Makrides - Costas Malekkos - Christos Marangos - Vassos Melanarkitis - Stelios Okkarides - Antonis Panagi - Giorgos Pantziaras - Nicos Papavasiliou - Alexis Pittas - Pambos Pittas - Andreas Sofokleous - Athos Solomou - Stefanos Voskaridis - Yiannakis Yiangoudakis Albania - Rudi Vata - Roland Zajmi Algeria - Karim Mouzaoui Argentina - Leandro Miguel Alvarez - Federico Hernan Domínguez - Daniel Eduardo Quinteros - Gastón Maximiliano Sangoy - Luis Mariano Torresi Brazilia - David | Bulgaria - Ventsislav Velinov - Hristo Yovov Chile - Mauricio Pinilla England - Craig Hignett - James Panayi Georgia - Levan Maghradze Ungaria - Gábor Korolovszky - Tibor Márkus - Gábor Zavadsky Islanda - Haraldur Freyr Guðmundsson Israel - Lior Asulin Iran - Ferydoon Zandi Iraq - Hawar Mulla Mohammed - Haidar Obeid Jassim - Jassim Swadi - Mahdi Karim - Mohammad Nasser Kazakhstan - Viktor Zubarev Muntenegru - Duško Đurišić - Siniša Dobrasinović Maroc - Abdelkarim Kissi Olanda - Beau Molenaar - Humphrey Rudge - Bernard Schuiteman - Stefano Seedorf | Nigeria - Haruna Babangida - Waheed Oseni Portugalia - Diogo Luís - Hugo Machado - João Paiva - Helio Pinto Polonia - Krzysztof Adamczyk - Stefan Majewski - Radosław Michalski - Pawel Sibik - Łukasz Sosin România - Bogdan Andone - Florin Cârstea - Adrian Iencsi - Ion Ionuț Luțu - Bogdan Micu Rusia - Yevgeny Ivanov Scoția - David Kenny Senegal - Louis Gomis Serbia - Slobodan Krčmarević - Zoran Masić - Milenko Spoljarić - Amir Teljigović Slovenia - Marko Barun - Marinko Galič - Mladen Rudonja Spania - Antonio Soldevilla Uruguay - Fernando Fadeuille - Ignacio Risso |